# Пол Гамфрі
Пол Не́льсон Га́мфрі (англ. Paul Nelson Humphrey; 12 жовтня 1935, Детройт, Мічиган) — американський джазовий і фанковий/ритм-енд-блюзовий ударник.

## Біографія
Народився 12 жовтня 1935 року в Детройті, штат Мічиган. У вці 8 років вчився грати на фортепіано, потім брав уроки гри на барабанах. Після закінчення школи, продовжив навчатися музиці у Військово-морській академії, гастролював в складі військового гурту; час від часу грав з провідними джазовими виконавцями.
Після служби в армії гастролював і записувався з Весом Монтгомері (1961—62). Також грав з Лесом Маккенном, Каєм Віндінгом, Джоном Колтрейном, Джо Вільямсом, Кеннонболлом Еддерлі та оркестром Гаррі Джеймса.
Наприкінці 1960-х років переїхав в Лос-Анджелес, де працював з Гаррі Едісоном; гастролював і записувався з Семмі Девісом, мол.; Даянною Керролл, Бертом Бакарахом, Нельсоном Ріддлом. Його перший сольний альбом Cool Aid 1969 року став хітом і потрапив у чарти, посівши 31-місце в US R&B Albums.
Працював інших жанрах, зокрема грав в ритм-енд-блюзових і рок-гуртах Літтла Річарда, Тіни Тернер, Смокі Робінсона, Джеррі Гарсії, The Supremes. Часто вистував на телебаченні; записувався та акомпанував Еллі Фітцджеральд, Пеггі Лі, Кармен Макре, Сарі Вон, Мелу Торме, Френку Сінатрі, Лу Роулсу, Джо Вільямсу.
У 1990-х часто грав з Джином Гаррісом.

## Дискографія
- Cool Aid (Lizard, 1969)
- Supermellow (Blue Thumb, 1973)
- America, Wake Up (Blue Thumb, 1974)
- Me and My Drums (Stanson, 1979)